# 자와 (스타워즈)
자와는 스타 워즈 에피소드 4: 새로운 희망에 나오는 타투인 행성의  종족이다. 무리를 지어 살며 알투와 쓰리피오를 샌드 크롤러에 싣고 루크 가족에게 내다판다. 그런데 알투에는 데스 스타 설계도가 있어서 제국군이 찾는 도중에 자와 족을 말살시키며 자와 족은 전멸한다.

## 샌드 크롤러
스타워즈의 자와들이 타고 다니는 거대한 탱크 비슷한 움직이는 기지다. 자와들은 주운 드로이드, 부품들을 이곳에 저장하다가 판다.
보바펫의 갑옷도 여기에 잠깐 보관됐다.